# Елисбург (Њу Џерзи)
Елисбург (енгл. Ellisburg) насељено је место без административног статуса у америчкој савезној држави Њу Џерзи.

## Демографија
По попису из 2010. године број становника је 4.413.
| Група             | 2000.    | 2010.         |
| Белци             | 0 (0,0%) | 3.306 (74,9%) |
| Афроамериканци    | 0 (0,0%) | 275 (6,2%)    |
| Азијати           | 0 (0,0%) | 515 (11,7%)   |
| Хиспаноамериканци | 0 (0,0%) | 292 (6,6%)    |
| Укупно            | 0        | 4.413         |